# Mola de l'Esclop
La mola de l'Esclop o mola de s'Esclop és una muntanya de Mallorca que té una altura de 927 m. Al seu cim, conflueixen els municipis d'Andratx, Calvià i Estellencs. Forma part del massís del Galatzó.
Prop del seu cim s'hi troba la caseta de n'Aragó.

## Principals accessos
- Des de la carretera Ma-10.